# Virgin Media One
Virgin Media One (conocido como TV3 hasta el 30 de agosto de 2018) es un canal de televisión por suscripción irlandés que emite en señal abierta. Está controlado por Virgin Media Television, cuyo máximo accionista es Virgin Media Ireland.
Sus emisiones regulares en analógico comenzaron el 20 de septiembre de 1998, rompiendo así el monopolio que ostentaba la radiodifusora pública RTÉ.

## Historia
Los planes de introducir la televisión privada en la República de Irlanda datan de 1988, cuando se creó la Comisión Independiente de Radio y Televisión (IRTC) para regular las nuevas cadenas. El organismo otorgó en 1990 una licencia nacional al consorcio Tullamore Beta Ltd, en el que había socios como Paul McGuinness. Aunque al principio se pensó en restringir sus emisiones al cable y satélite, el gobierno decidió que lo hiciera en señal abierta. El proyecto tardó en arrancar siete años e incluso la IRTC estuvo a punto de retirarles la concesión, pero tras una batalla judicial consiguieron recuperarla.
Sin medios para ponerse en marcha, el canal norirlandés UTV (que forma parte de la red británica ITV) adquirió el 49% del consorcio. No obstante, en 1995 abandonaron y revendieron la participación a los socios originales. El proyecto volvió a quedar en pausa hasta que en 1997 la firma canadiense Canwest adquirió la participación mayoritaria en el tercer canal irlandés y un 30% en UTV. Bajo el nombre comercial TV Three, el inicio de emisiones tuvo lugar el 20 de septiembre de 1998 a las cinco y media de la tarde. En septiembre del 2000 Granada Media plc (actual ITV plc) compró el 45% restante y dotó a TV Three de todo el catálogo de series de ITV en exclusiva. De este modo, éxitos de RTÉ como Coronation Street y Emmerdale pasaron a la televisión privada.
Canwest anunció en enero de 2006 la venta de su participación para reducir deuda. En un principio no se esperaba que ITV se deshiciese también de sus acciones, pero en mayo se confirmó que el fondo de inversión Doughty Hanson & Co había adquirido el 100% por 265 millones de euros. Los nuevos propietarios compraron en 2008 al competidor privado Channel 6 para convertirlo en 3e, un temático digital. Y en 2009 se produjo el cambio de nombre a TV3, que incluyó una renovada imagen corporativa y nueva programación. Gracias a esta estrategia, TV3 superó a RTÉ Two y pudo competir en horario estelar con RTÉ One.
El nacimiento en 2015 del canal privado de UTV para la República de Irlanda le dejó sin los programas producidos por ITV plc a partir de esa fecha, por lo que tuvo que cambiar su programación. No obstante, esa situación no duró mucho: en octubre del mismo año, Virgin Media Ireland se hizo con el control de TV3 Group por 87 millones de euros. Un año después, Virgin compró UTV Ireland para convertirlo en el tercer canal de TV3. El 30 de agosto de 2018 pasó a llamarse «Virgin Media One».